# Blue Train
Blue Train е джазов албум на Джон Колтрейн, записан от тонрежисьора Руди ван Гелдер на 15 септември 1957 г. Продуциран е от Алфред Лайън за звукозаписната компания „Блу Ноут“. Това е първият музикален албум, в който записаните произведения и поканените музиканти са избрани от Колтрейн. Всички композиции са написани от него, с изключение на джазовия стандарт „I'm Old Fashioned“ (Джеръм Кърн и Джони Мърсър). Името на албума означава „син влак“ на английски.
Въвеждащата композиция „Blue Train“ е дълга, с променлив ритъм, преминаваща от мажор в минор още в началото. Третото парче, озаглавено „Locomotion“, представлява бърз блус. Докато следващият голям албум на Колтрейн („Джайънт Степс“) дава нова посока на развитието на джаза със своята мелодичност и хармоничност, „Blue Train“ се придържа към хард бопа, характерен за периода. Две от произведенията в албума обаче, „Moment's Notice“ и „Lazy Bird“, предвещават промени в творчеството му.

## Произведения
Албумът от 1957 г. включва следните произведения в посочената последователност и продължителност:
1. „Blue Train“ – 10:43
2. „Moment's Notice“ – 9:10
3. „Locomotion“ – 7:14
4. „I'm Old Fashioned“ – 7:58
5. „Lazy Bird“ – 7:00

Алтернативни изпълнения:
1. „Blue Train“ (алтернативно изпълнение) – 9:58
2. „Lazy Bird“ (алтернативно изпълнение) – 7:12

## Изпълнители
- Джон Колтрейн – тенор саксофон
- Лий Морган – тромпет
- Къртис Фулър – тромбон
- Пол Чембърс – контрабас
- Кени Дрю – пиано
- Фили Джоу Джоунс – барабани